# Вирбалис
Вирба́лис (лит. Virbalis; до 1917 года русское название — Вержболо́во, Вержболо́в, пол. Wierzbołów, нем. Wirballen) — город в Вилкавишкском районе Мариямпольского уезда Литвы, центр Вирбалисского староства.

## География
Город расположен в двух километрах от железнодорожной станции Кибартай на линии Каунас — Калининград и в 12 км от Вилкавишкиса.

## История
Поселение впервые упоминается в 1529 году под именем Нова Воля в Великом княжестве Литовском. Основан в 1593 году. При третьем разделе Речи Посполитой в 1795 году отошёл к Пруссии и находился в её составе до 1807 год. В это время носил название Вирбаллен. С 1807 году входил в состав созданного Наполеоном Варшавского герцогства.
По итогам Венского конгресса, проходившего после окончания войны с наполеоновской Францией, Варшавское герцогство было упразднено, и в 1815 году было включено в состав Российской империи. До 1917 года назывался Вержболово и административно входил в Волковышский уезд Сувалкской губернии.
С начала 1860-х годов, после проведения Петербурго-Варшавской железной дороги к прусской границе, и вплоть до Первой мировой войны, Вержболово было конечной станцией железной дороги с русским стандартом ширины рельсовой колеи и пограничной станцией между Российской империей и Пруссией (первой прусской станцией, в 1 версте от Вержболова, был Эйдкунен, здесь располагалась первоклассная таможня и пограничные учреждения. Вержболово, равно как и расположенный в этой же части Империи Граево — крупнейшие и известнейшие среди современников российские железнодорожные пункты пропуска, через которых почти непременно проезжали русские путешественники на Запад и домой.
Местечко Вержболово находилось во Владиславовском уезде Сувалкской губернии, затем местечко стало городом соседнего Волковышского уезда. По переписи 1897 года в Вержболово проживало 3 285 человек.
Во время Первой мировой войны с февраля 1915 года был оккупирован немецкой армией. В 1918 году при образовании Литовской Республики вошёл в её как Вирбалис. До Второй мировой войны город имел католическую, лютеранскую и еврейскую общины.
С 1940 года находился в составе Литовской ССР (СССР). Во время Великой Отечественной войны город был оставлен Красной Армией 22 июня 1941 года. Освобождён в 1944 году войсками 3-го Белорусского фронта  в ходе Гумбиннен-Гольдапской наступательной операции.
С восстановлением независимости Литвы в 1990 году город в составе Литовской Республики. В 1995 году стал центром одноимённого староства.

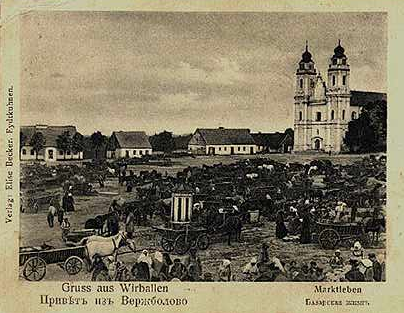
Рынок в Вержболово, 1912 год.
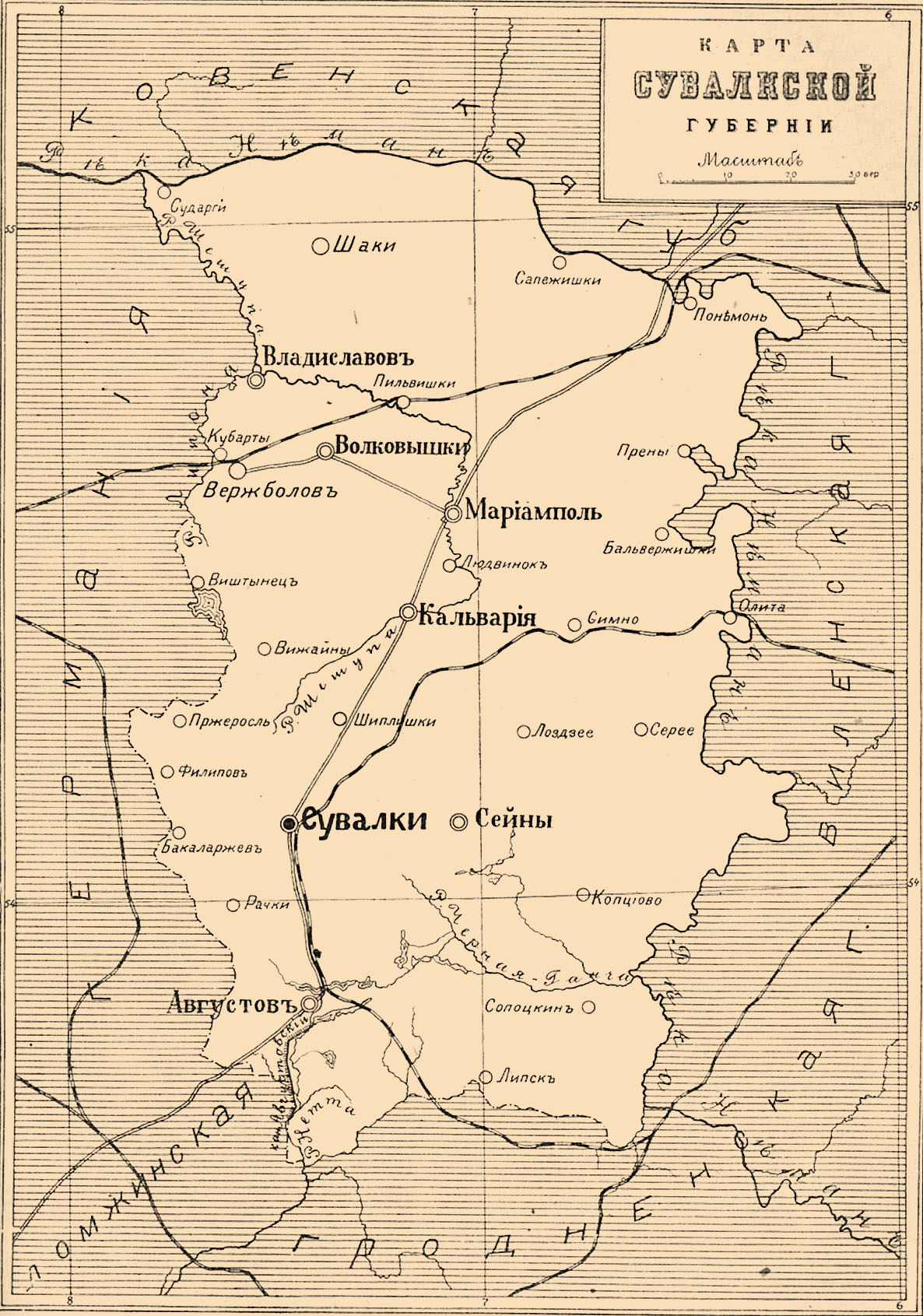
Вержболов на карте Сувалкской губернии // Еврейская энциклопедия Брокгауза и Ефрона, 1906—1913.
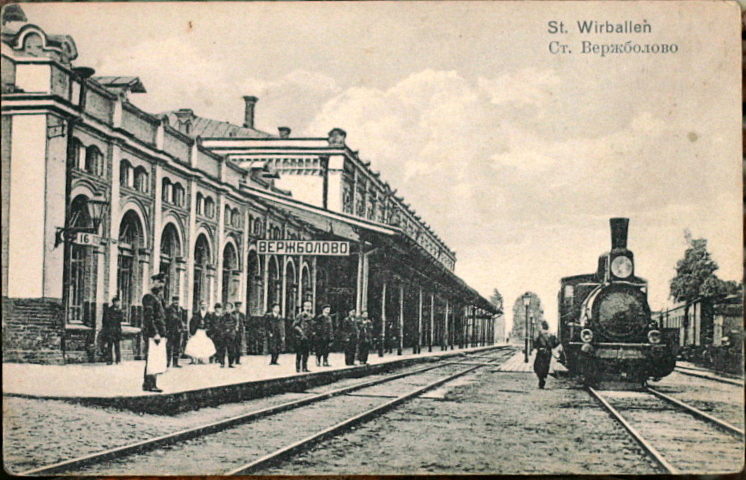
Станция Вержболово на почтовой открытке.

## Население
| Год  | Численность | Численность |
| ---- | ----------- | ----------- |
| 1801 | 1644        | [ 7 ]       |
| 1810 | 1425        | [ 7 ]       |
| 1856 | 2515        | [ 8 ]       |
| 1861 | 2805        | [ 7 ]       |
| 1890 | 3954        | [ 9 ]       |
| 1897 | 3293        | [ 7 ] [ 8 ] |
| 1923 | 3941        | [ 7 ]       |
| 1959 | 1429        | [ 7 ]       |
| 1970 | 1489        | [ 7 ]       |
| 1979 | 1635        | [ 7 ]       |
| 1989 | 1566        | [ 7 ]       |
| 2001 | 1351        | [ 10 ]      |
| 2002 | 1350        | [ 10 ]      |
| 2003 | 1328        | [ 10 ]      |
| 2004 | 1320        | [ 10 ]      |
| 2005 | 1308        | [ 10 ]      |
| 2006 | 1273        | [ 10 ]      |
| 2007 | 1248        | [ 10 ]      |
| 2008 | 1214        | [ 10 ]      |
| 2009 | 1208        | [ 10 ]      |
| 2010 | 1150        | [ 10 ]      |
| 2011 | 1099        | [ 10 ]      |
| 2012 | 1065        | [ 10 ]      |
| 2013 | 1043        | [ 10 ]      |
| 2014 | 1017        | [ 10 ]      |
| 2015 | 984         | [ 10 ]      |
| 2016 | 942         | [ 10 ]      |
| 2017 | 895         | [ 11 ]      |
| 2018 | 882         | [ 12 ]      |
| 2019 | 887         | [ 10 ]      |
| 2020 | 895         | [ 10 ]      |
| 2021 | 885         | [ 10 ]      |
| 2022 | 884         | [ 10 ]      |
| 2023 | 870         | [ 10 ]      |

## Экономика
После проведения железной дороги небольшое местечко Вержболово быстро получило большое коммерческое значение, ему был дан статус города. Благодаря льготным тарифам и отсутствию железнодорожной связи Москвы и Петербурга с балтийскими портами, через него с 1860-х годов экспортировались зерно, лён, пенька, импортировался чугун; по словам Энциклопедии Брокгауза и Ефрона, через него импортировали «всевозможные товары, но в особенности довольно ценные, для которых дороговизна провоза не имела особенного значения, а важна была быстрота сообщения».
В 1903 году через Вержболово было вывезено 9 миллионов пудов товаров на 28,8 млн рублей, ввезено 5 миллионов пудов на 74,4 млн руб.
В советское время в Вирбалисе было производство металлических изделий и маслозавод.

## Герб
Первый герб был дарован польским королём Сигизмундом Вазой 15 июня 1593 года. Существовал проект герба Вержболово (1876 года). Современный герб Вирбалиса был принят в 1993 году. За его основу принят прежний герб.

## Вержболово и русская литература
В 1883 году в Вержболове встречали тело Ивана Сергеевича Тургенева, которое везли в Россию из Парижа. Через Вержболово также везли тело Антона Павловича Чехова, который умер в 1904 году. А. П. Чехов упоминает Вержболово в сочинении «Стража под стражей».
В качестве символа границы оно неоднократно упоминается в русской литературе:
Новаторы до Вержболова! 
 Что ново здесь, то там не ново.
Вячеслав Иванов, 1907 г.
Пора знать, что для нас «быть Европой» ― это не рабское подражание Западу, не хождение на помочах, перекинутых сюда через Вержболово, а напряжение собственных сил в той же мере, в какой это делается там!
Владимир Маяковский, 1914 г.
<...> Если я когда-нибудь увижу снова 
 И носильщиком, и надпись «Вержболово», <...>
Илья Эренбург, 1913 г. 
Отрывок Александра Блока, озаглавленный «Wirballen», начинается со сцены на вержболовской таможне:
Поздней ночью в огромном, пропитанном карболкой тёмном зале Вержболовской таможни пассажиров с немецкого поезда выстроили вдоль грязного прилавка и стали обыскивать. Обыскивали долго, тащили кипами чьи-то книги в какой-то участок — любезно и предупредительно. Когда операция кончилась, показалось, что выдержали последний экзамен, и на душе стало легко.
Александр Блок, 1909 г.

## Известные уроженцы
- Фрейман, Арчибальд Джейкоб — крупный канадский предприниматель и деятель сионизма
- Арватов, Юрий Игнатьевич — российский, затем украинский и советский военный лётчик